# Colonița
Colonița è un comune della Moldavia, facente parte della Municipalità di Chișinău ed in particolare del settore di Ciocana.
Il comune, formato da un unico centro abitato, si trova a circa 7 km da Chișinău. Ha origini piuttosto antiche: infatti il primo documento in cui viene citata la località risale al 1605.
Colonița ha dato i natali a Mihai Ghimpu, presidente del Parlamento della Moldavia e dall'11 settembre 2001 Presidente della Moldavia ad interim a seguito delle dimissioni di Vladimir Voronin.